# Речицкий округ
Речицкий округ — единица административного деления Белорусской ССР, существовавшая с декабря 1926 по июнь 1927 года. Административный центр — город Речица.
Включал 9 районов: Брагинский, Василевичский, Горвальский, Комаринский, Лоевский, Речицкий, Хойникский, Холмечский, Юревичский.
9 июня 1927 году Речицкий округ был упразднён. Территория распределена между Гомельским и Мозырским округами.
По данным переписи 1926 года численность населения составляла 254,8 тыс. чел. В том числе белорусы — 61,0 %; русские — 26,0 %; евреи — 6,9 %; украинцы — 3,5 %; поляки — 2,1 %.